# Epilohmannia spathuloides
Epilohmannia spathuloides är en kvalsterart som beskrevs av Bayartogtokh 2000. Epilohmannia spathuloides ingår i släktet Epilohmannia och familjen Epilohmanniidae. Inga underarter finns listade i Catalogue of Life.